# Gestriegelter Frauenmantel
Der Gestriegelte Frauenmantel (Alchemilla strigosula) ist eine Pflanzenart aus der Gattung Frauenmantel (Alchemilla) innerhalb der Familie der Rosengewächse (Rosaceae). Sie ist in den süd- und mitteleuropäischen Gebirgen verbreitet.

## Beschreibung
Der Gestriegelte Frauenmantel ist eine krautige Pflanze, die Wuchshöhen von 10 bis 50 Zentimeter erreicht. Die Stängel sind (nur in der unteren Hälfte) wie die Blattstiele deutlich abwärts zu 100 bis 140° abstehend behaart. Die Haare (Trichome) auf den Blattadern der Blattunterseite sind zum Blattstiel hin gerichtet.
Die Blütezeit reicht von Mai bis Oktober.

## Vorkommen
Der Gestriegelte Frauenmantel ist wohl ein im Wesentlichen ein präalpines Florenelement. Sein Verbreitungsgebiet erstreckt sich in den süd- und mitteleuropäischen Gebirgen von den Pyrenäen, über das französische Zentralmassiv, den Französischen- und Schweizer Jura durch die gesamten Alpen; südlich der Alpen findet man den Gestriegelten Frauenmantel im nördlichen Apennin und im nördlichen ehemaligen Jugoslawien; nördlich der Alpen ist er auf der Schwäbischen Alb und im Alpenvorland zu finden.
Der Gestriegelte Frauenmantel gedeiht von der submontanen bis subalpinen Höhenstufe. Er besiedelt mäßig trockene bis mäßig frische, kurzrasige oder lückige Wiesen und Weiden, Gebüsch- und Waldränder sowie Waldwege.

## Systematik
Die Erstbeschreibung von Alchemilla strigosula erfolgte 1893 durch Robert Buser in Bull. Herb. Boissier, 1, 6, App. 2, S. 24. Ein Synonym für Alchemilla strigosula Buser ist Alchemilla vulgaris subsp. strigosula (Buser) Mela & Cajander. Alchemilla strigosula gehört zur Sektion Plicatae aus der Gattung Alchemilla.